# السبت اليهودي
السبت في سياق العقيدة اليهودية هو يومٌ مُخصص للراحة والعبادة،فبحسب الإصحاح العشرين من سفر الخروج أن الله أتاح لبني إسرائيل العمل كل أيام الأسبوع عدا السبت، حيث أمرهم بتقديسه والتفرغ فيه لعبادته، لأنه الله بحسب العقيدة اليهودية قد خلق الكون في ستة أيام، وانتهى من الخلق يوم الجمعة، وسَبَتَ يوم السبت.

## الكتاب المقدس
ذُكر السبت لأول مرة في قصة الخلق في سفر التكوين، باعتباره سابع أيام الأسبوع وتعيينه كيوم للراحة، كما ذكر تقديس يوم السبت كأحد الوصايا العشر، ويرمز السبت لحدثين رئيسيين: اليوم الذي فرغ الله فيه من الخلق بعد ستة أيام (سفرالخروج 20: 8-11)، وخروج بنى إسرائيل من مصر (سفر التثنية 5: 12-15) توقير السبت جاء كصورة من المسيح المخلص الموعود (كولوسي 2: 16-17) الذي من شأنه أن يعطي البشرية راحة من عملهم في محاولة لجعل أنفسهم مقبولة أمام اللا. لانه لو كان يشوع قد اراحهم لما تكلم بعد ذلك عن يوم اخر. 9 إذا بقيت راحة لشعب الله! 10 لان الذي دخل راحته استراح هو أيضا من أعماله، كما الله من أعماله. 11 فلنجتهد ان ندخل تلك الراحة، لئلا يسقط أحد في عبرة العصيان هذه عينها (عبرانيين: 4: 9-11), ولكن حرمه السبت كان لا يزال يتعين صيانتها حتى بعد صعود يسوع (متى 24:20). في الأصل كان الذين ينتهكون السبت يُعزلون رسمياً من المجموعة أو يصبحون عرضة للقتل المحتمل (الخروج 31:15).التقليد في التوراة كان عموماً من غروب الشمس في اليوم السادس إلى غروب الشمس في اليوم السابع (نحميا 13:19، راجع اللاويين 23:32). سعت المشاورات مع الأنبياء (الملوك الثاني الرابع 23) في السبت. لم يشرع يوم السبت عبادة المشتركة للمجتمع ككل وأنشطة السبت في الأضرحة كانت في الأصل دعوة للكهنة لغرض تقديم التضحيات الإلهية مع التعبد مع الأسرة والراحة في المنزل. كما طلب منهم حضور خدمات العبادة في السبت اللاويين 23: 3.

### السبت العالي
السبت السامي مُعتمد من قبل اليهود وبعض المسيحيين، وقد تم تحديد سبعة مهرجانات توراتية سنوية تسمى ميقرا (التجمع بالعبرية والسبت السامي باللغة الإنجليزية) ويُقدم كتزكيات تكميلية للسبت، محدد في أسفار الخروج والتثنية، ولا يقع بالضرورة في السبت الأسبوعي، ثلاثة منه فيالربيع: الأيام الأولى والسابعة من عيد الفصح، والشافوت (العنصرة)، أربعة في الخريف في الشهر السابع، وتسمى أيضا شاباتون: روش هشانة (البوق)؛ يوم كيبور، "سبت الأسبات" (التكفير). والأيام الأولى والثامنة من سوكوث (المعابر)، "يوم السبت العالي" هو أيضا مرادف ل "الأيام المقدسة"، أي روش هشانة ويوم الغفران.

### شميتا (السبت)
شميتا (بالعبرية: שמטה، حرفياً «التحرير»)، وتسمى أيضا السنة السبتية، وهي السنة السابعة من الدورة الزراعية التي تمتد لسبع سنوات بتكليف توراتي لأرض إسرائيل، القليل نسبياً يلاحظ في أعراف الكتاب المقدس، ولكن لا يزال يُلاحظ في اليهودية المعاصرة.. خلال شميتا، تترك الأرض في راحة، ويحظر كل نشاطٍ زراعي بما في ذلك الحرث، والغرس، والتقليم والحصاد، من قبل التوراة والقانون اليهودي. وكعرف متناقل يمكن إجراء تقنيات أخرى للزراعة (مثل الري، التسميد، التعشيب، الرش، التشذيب والقطع) كتدابير وقائية فقط، وليس لتحسين نمو الأشجار أو النباتات؛ بالإضافة إلى ذلك الفواكه تنمو من تلقاء نفسها خلال تلك السنة تعتبر هيفكر (بدون مالك)، وليس لملاك الأرض ولكن للفقراء وابن السبيل، ودواب الحقول؛; هذه الفواكه معروضة أمام الجميع. وتُطبق كذلك مجموعة متنوعة من القوانين على بيع منتجات شميتا واستهلاكها والتخلص منها. وعند نهاية السنة كانت جميع الديون، باستثناء ديون الأجانب يتم محوها (تثنية 15: 1-11). وبطريقة مماثلة، يتطلب التوراة العبد الذي عمل لمدة ست سنوات للذهاب بالعتق في السنة السابعة. اللاويين 25 وتعد بحصاد وفيرة لأولئك الذين يتقيدون بقوانين شميتا والتي تشكل اختباراً لإيمانهم.

## اليهودية

### السبت
السبت اليهودي هو يوم أسبوعي من الراحة، من غروب الشمس يوم الجمعة حتى ظهور ثلاث نجوم في السماء ليلة السبت. ويطبق أيضاً من قبل أقلية من المسيحيين، مثل أتباع اليهودية المسيحية والسبتيين. وهناك تسعة وثلاثون نشاطاً محظوراً يوم «السبت» مدرجة في «تراكتات شبات» (الذلمود). في الغالب تبدأ طقوس السبت من خلال إضاءة الشموع قبل وقت قصير من غروب الشمس، في قوانين هالاخاه تتغير الأوقات أسبًوعيا وجغرًافيا.

## المسيحية
في المسيحية الشرقية، السبت لا يزال هو اليوم السابع من أيام الأسبوع، إحياءً لذكرى السبت العبري. في الكاثوليكية ومعظم الطوائف البروتستانتية، «يوم الرب» (اليونانية Κυριακή) يعتبر يوم الاحد، اليوم الأول (واليوم الثامن). العبادة الطائفية بما في ذلك الأسرار المقدسة قد تحدث في أي يوم، ولكن يتم الاحتفال بقيامة المسيح أسبوعياً يوم الأحد. المسيحية الغربية تشير في بعض الأحيان إلى يوم الرب باعتباره «السبت المسيحي»، المختلف عن السبت العبري، ولكن له صلة به بطرق مختلفة.

## الإسلام
أمر الله اليهود بتعظيم يوم الجمعة فتنطعوا وقدموا رأيهم وقالوا بل نعظم السبت؛ فإن الله بدأ الخلق الأحد وانتهى الجمعة "واستراح السبت".
وقد سار النصارى سيرهم، وسلكوا مسلكهم وسبيلهم في المعاندة والمحادة لله، فاختاروا الأحد على الجمعة بحجة أن الله بدأ فيه الخلق، فألزم الله كلا بما اختار، ووضع عليهم الإصر والأغلال.
روى البخاري ومسلم عن أبي هريرة عن رسول الله صلى الله عليه وسلم أنه قال: (نَحْنُ الآخِرُونَ السَّابِقُونَ يَوْمَ القِيَامَةِ، بَيْدَ أَنَّهُمْ أُوتُوا الكِتَابَ مِنْ قَبْلِنَا، ثُمَّ هَذَا يَوْمُهُمُ الَّذِي فُرِضَ عَلَيْهِمْ، فَاخْتَلَفُوا فِيهِ، فَهَدَانَا اللَّهُ، فَالنَّاسُ لَنَا فِيهِ تَبَعٌ اليَهُودُ غَدًا، وَالنَّصَارَى بَعْدَ غَدٍ).
قال الإمام السُّدِّي: "إن الله فرض على اليهود يوم الجمعة فأبوا وقالوا يا موسى: إن الله لم يخلق يوم السبت شيئا فاجعل لنا السبت، فلما جعل عليهم السبت استحلوا فيه ما حرم عليهم". "رواه ابن أبي حاتم".
فحرم الله على اليهود العمل والصيد يوم السبت، وابتلاهم بفسقهم وتنطعهم، وكان من هذا ما ابتلى به أهل القرية التي كانت حاضرة البحر؛ فكان إذا جاء يوم السبت جاءت الأسماك والحيتان شرعا بيضا سمانا طافية ينظرون إليها، فإذا انتهى السبت وذهب ذهبت الحيتان فلا يرونها حتى السبت المقبل، فإذا كان يوم السبت رجعت إليهم كذلك. كذلك في القرآن: {كذلك نبلوهم بما كانوا يفسقون}(الأعراف).
فكان بعضهم يعمل أحواضا وبركا قرب البحر فإذا جاء السمك يوم السبت ووقع في الأحواض والبرك فمنعوه من الرجوع عن طريق حواجز جعلوها بين الأحواض والبحر، ثم يخرجون السمك يوم الأحد.
وبعضهم كان يضع المصائد والشباك يوم السبت فيقع فيها السمك، ثم لا يخرجها إلا الأحد تحايلا ومخادعة بدعوى أنهم لم يصطادوه يوم السبت.
وبعضهم يمسك الحوت فيثقب أنفه ويربط فيه خيطا قد ضرب له في البر بوتد ثم يلقيه في البحر، فإذا كان الغد أخرجه، وكل هذا نقل عنهم.
وكان منهم ذوو أحلام وأصحاب عقول فنهوهم وقالوا تأخذونها وقد حرمها الله عليكم يوم السبت، وطائفة رأت عنادهم وأنهم لا ينتهون عن ذلك فاعتزلوهم وقالوا للناهين عن المنكر: {لم تعظون قوما الله مهلكهم أو معذبهم عذابا شديدا قالوا معذرة إلى ربكم ولعلهم يتقون}(الأعراف: ).
فلما رأى الناهون أن القوم لا ينتهون اعتزلوهم وضربوا بينهم بسور خشية أن ينزل عليهم العذاب فيعمهم جميعا.
وفي صباح يوم لم يسمعوا لهم صوتا ولا رأوا منهم أحدا، فعلا رجل منهم السور الذي بينهم فقال: أي عباد الله قردة والله تعاوى لها أذناب مسخهم الله قردة.. ودخل الناس عليهم يعرفون الرجل بعينه، وإنه لقرد والمرأة بعينها وإنها لقردة، وعرفت القردة أنسابها فجعل القرد يأتي نسيبه من الإنس فيشم ثيابه ويبكي.. فيقول الإنسي لهم: ألم ننهكم عن ذلك؟ فيشير برأسه: أي نعم.
في القرآن:
{وَلَقَدْ عَلِمْتُمُ الَّذِينَ اعْتَدَوْا مِنكُمْ فِي السَّبْتِ فَقُلْنَا لَهُمْ كُونُوا قِرَدَةً خَاسِئِينَ}(البقرة:65).
{وَاسْأَلْهُمْ عَنِ الْقَرْيَةِ الَّتِي كَانَتْ حَاضِرَةَ الْبَحْرِ إِذْ يَعْدُونَ فِي السَّبْتِ إِذْ تَأْتِيهِمْ حِيتَانُهُمْ يَوْمَ سَبْتِهِمْ شُرَّعًا وَيَوْمَ لَا يَسْبِتُونَ ۙ لَا تَأْتِيهِمْ ۚ كَذَٰلِكَ نَبْلُوهُم بِمَا كَانُوا يَفْسُقُونَ (163) وَإِذْ قَالَتْ أُمَّةٌ مِّنْهُمْ لِمَ تَعِظُونَ قَوْمًا ۙ اللَّهُ مُهْلِكُهُمْ أَوْ مُعَذِّبُهُمْ عَذَابًا شَدِيدًا ۖ قَالُوا مَعْذِرَةً إِلَىٰ رَبِّكُمْ وَلَعَلَّهُمْ يَتَّقُونَ (164) فَلَمَّا نَسُوا مَا ذُكِّرُوا بِهِ أَنجَيْنَا الَّذِينَ يَنْهَوْنَ عَنِ السُّوءِ وَأَخَذْنَا الَّذِينَ ظَلَمُوا بِعَذَابٍ بَئِيسٍ بِمَا كَانُوا يَفْسُقُونَ (165) فَلَمَّا عَتَوْا عَن مَّا نُهُوا عَنْهُ قُلْنَا لَهُمْ كُونُوا قِرَدَةً خَاسِئِينَ}(الأعراف:163ـ 166).
{قُلْ هَلْ أُنَبِّئُكُم بِشَرٍّ مِّن ذَٰلِكَ مَثُوبَةً عِندَ اللَّهِ ۚ مَن لَّعَنَهُ اللَّهُ وَغَضِبَ عَلَيْهِ وَجَعَلَ مِنْهُمُ الْقِرَدَةَ وَالْخَنَازِيرَ وَعَبَدَ الطَّاغُوتَ ۚ أُولَٰئِكَ شَرٌّ مَّكَانًا وَأَضَلُّ عَن سَوَاءِ السَّبِيلِ}(المائدة:60).
وقد روى أهل التفسير أن الذين مسخوا كان عددهم نحوا من سبعين ألفا، ونقل عن ابن عباس وقتاده: صار شباب القوم قردة ومشيختهم خنازير. وبقي القوم ثلاثة أيام قرودا ثم ماتوا ولم يعقبوا.
روى مسلم عن ابن مسعود قال: (قال رجل يارسول الله.. القردة والخنازير هي مما مسخ؟ قال إن الله لم يهلك (يعذب) قوما فيجعل لهم نسلا، وإن القردة والخنازير كانوا قبل ذلك).